# Froschperspektive

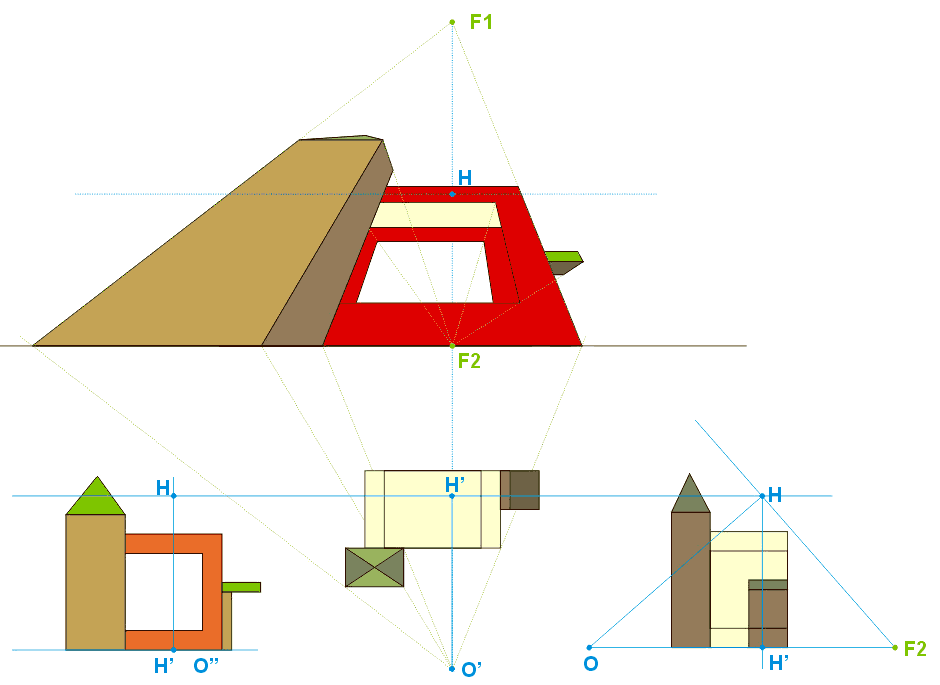
Froschperspektive mit zwei Fluchtpunkten

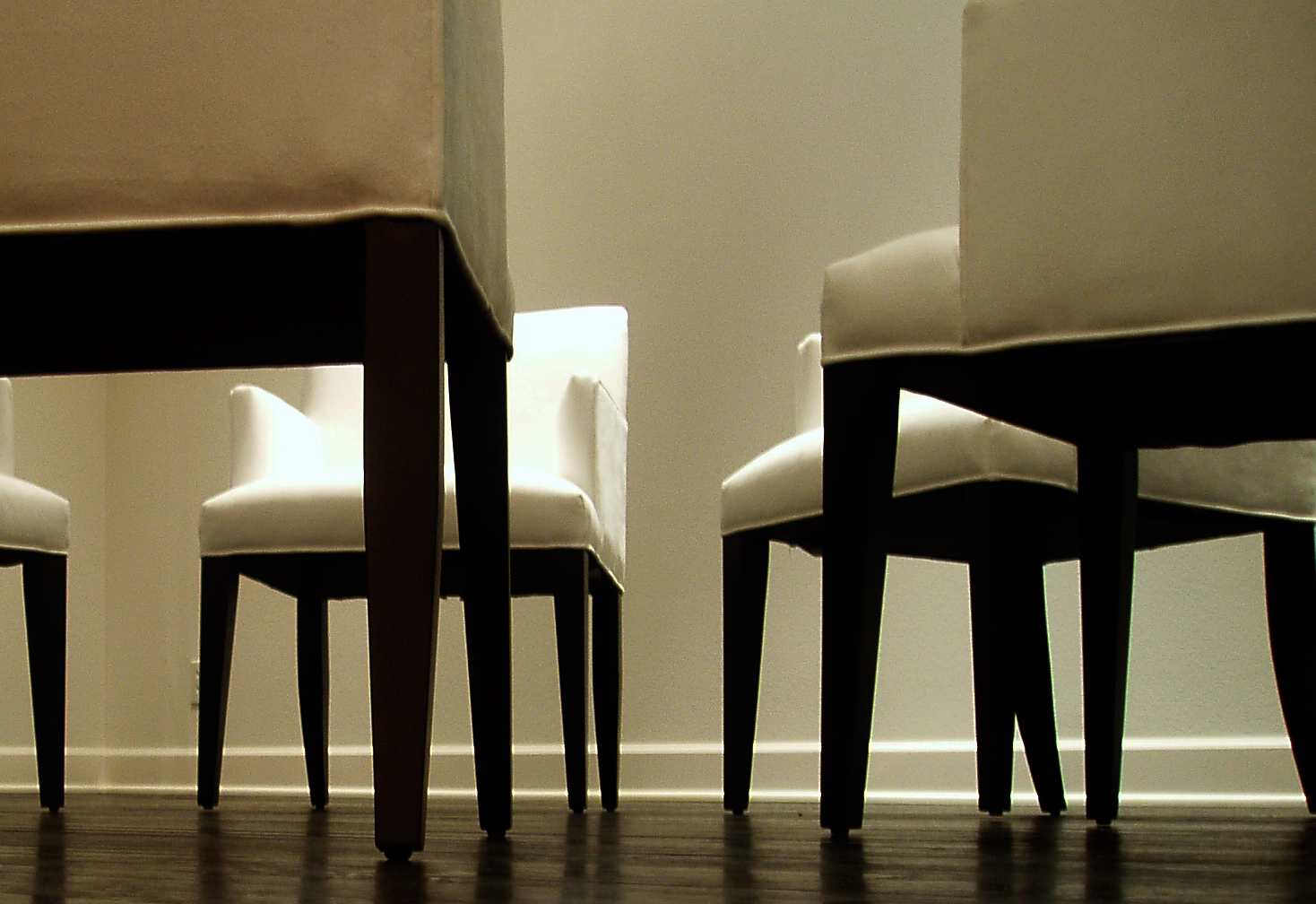
Froschperspektive auf Stühle: gemäßigter Blick-Winkel

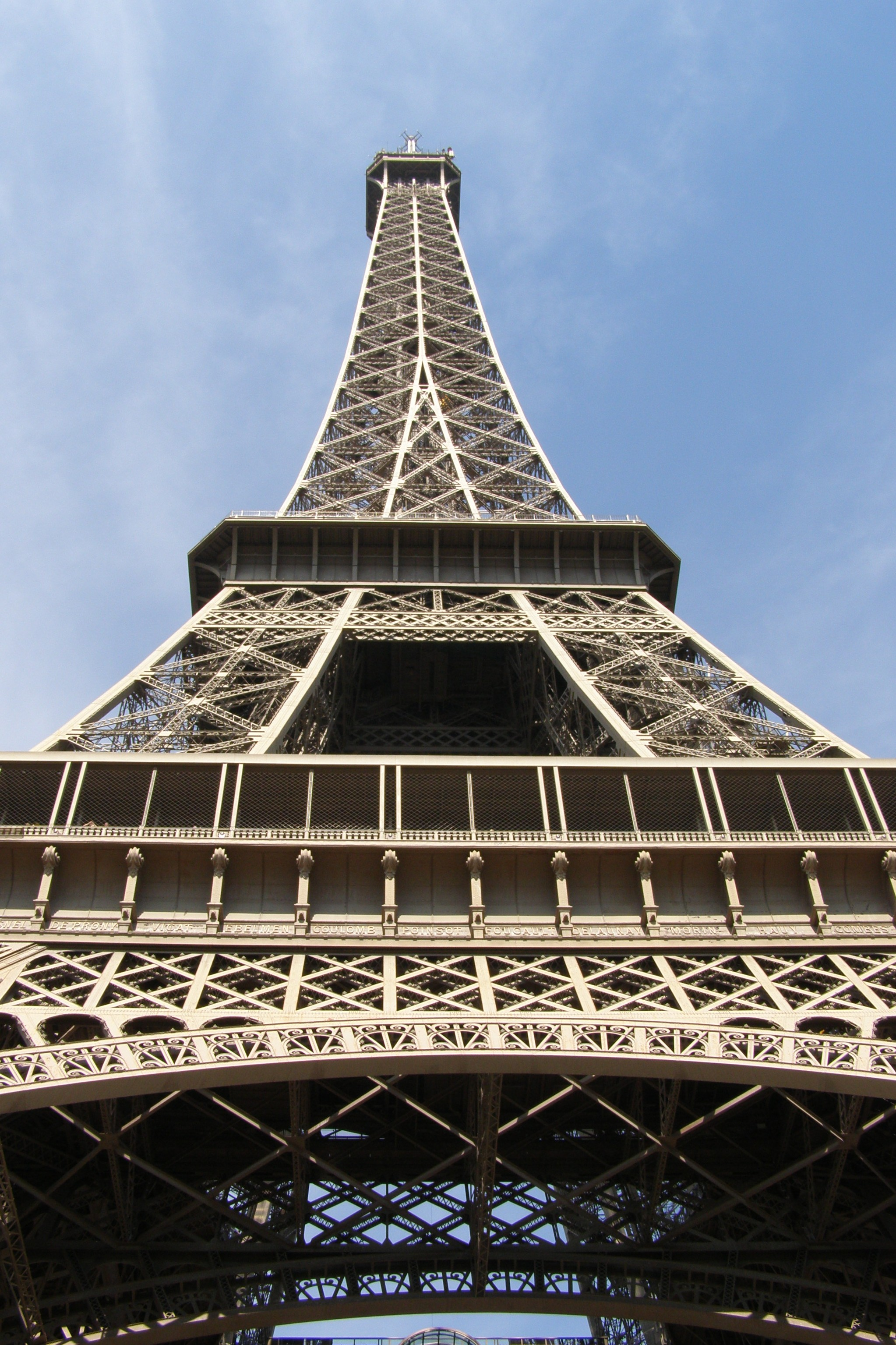
Froschperspektive des Eiffelturms: Blick steil nach oben

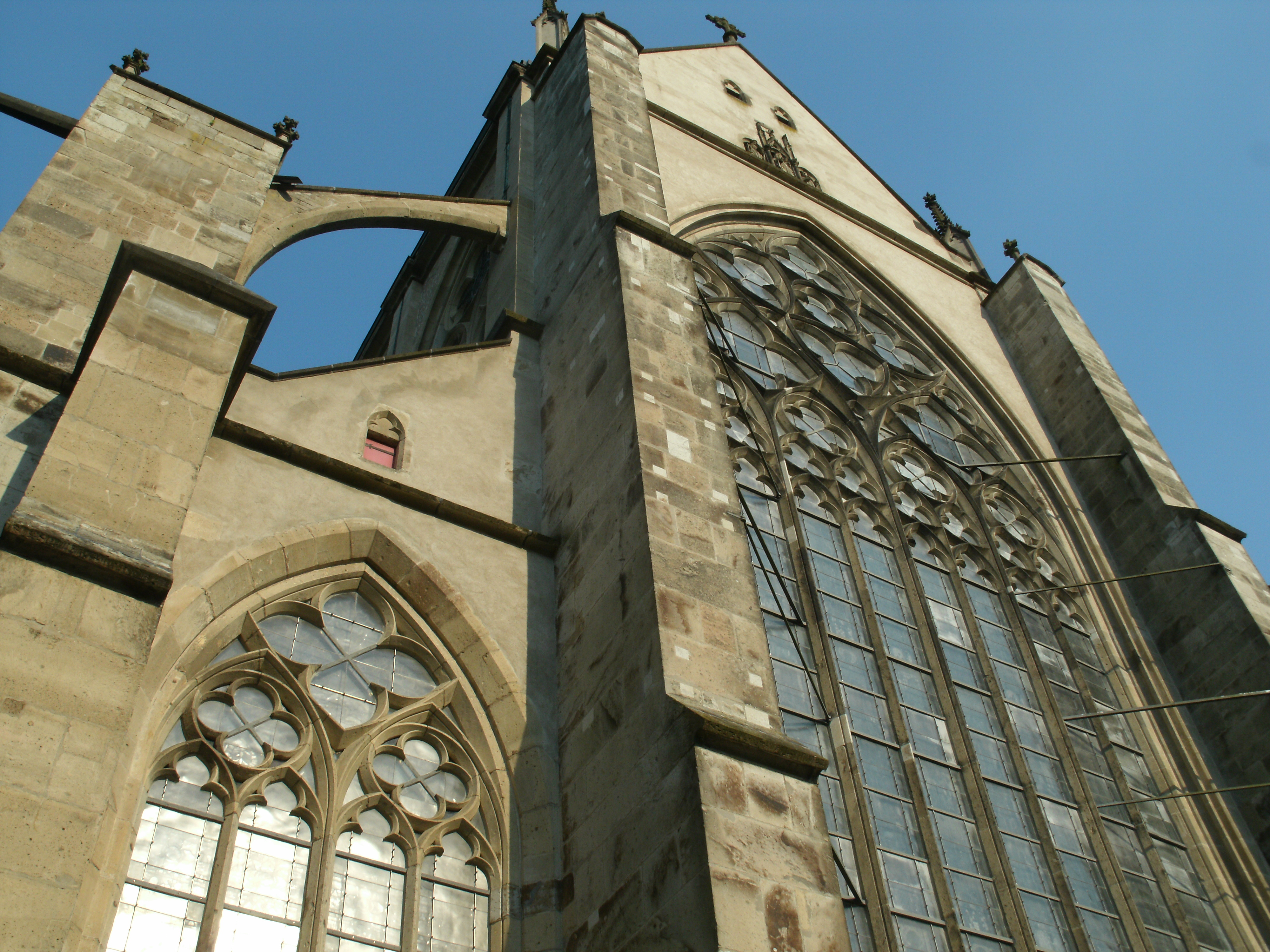
Der Altenberger Dom in der Froschperspektive.

Als Froschperspektive bezeichnet man die Betrachtung eines Gegenstandes (Betrachtungsperspektive) von einem unter der normalen Augenhöhe liegenden Augenpunkt. Davon unterschieden werden die Normalperspektive, die die Betrachtung aus der normalen Augenhöhe eines stehenden Betrachters, und die Vogelperspektive, die die Betrachtung von einem Augenpunkt schräg über dem Gegenstand bezeichnen. Alle drei Arten bezeichnen eigentlich nicht die Lage und Orientierung von Objekten zum Betrachter, sondern vielmehr die jeweilige Lage der Horizontlinie (Augenhöhe des Betrachters) im Vergleich zur Bildmitte.

## Anwendung in der Fotografie
In der Fotografie wird die Froschperspektive (richtiger) als Untersicht oder Low Angle bezeichnet. Ein sehr weit unterhalb der normalen Augenhöhe befindlicher Kamerastandpunkt mit Blickrichtung nach oben ermöglicht dem Betrachter einen ungewöhnlichen, aber immer noch leicht nachvollziehbaren Betrachtungswinkel. Der Einsatz dieser Perspektive sollte immer unter Berücksichtigung ihres optischen sowie dramaturgischen Effekts gewählt werden. Eine Untersicht suggeriert häufig „Erniedrigung und Unterlegenheit“. Im Zusammenhang mit der Froschperspektive treten sehr häufig Probleme mit der Lichtsituation auf (Kontraste).

## Anwendung in der Filmbranche
Filmszenen aus der Froschperspektive werden oft in Actionfilmen aufgenommen, um die Geschehnisse visuell zu dramatisieren, beispielsweise beim Hinwegfahren von Autos oder Zügen oberhalb der Kameraposition. Diese Technik wurde u. a. im Spielfilm Citizen Kane von 1941 eingesetzt. Die Aufnahmen von Kane während seiner Gouverneurs-Kampagne wurden teilweise aus Fußbodenhöhe gemacht.
Allgemein gilt in der Filmbranche die Regel, dass Szenen aus der Froschperspektive meistens eine verstörende Wirkung haben.